# Mind Your Business
Pour la chanson de Grand Puba, voir The Very Best of Brand Nubian.
Singles de will.i.am
The Formula
(2023)
Singles par Britney Spears
Hold Me Closer (en)
(2022)
Clip vidéo
[vidéo] « Mind Your Business », sur YouTube
Mind Your Business (en français : « Mêle-toi de tes affaires ») est une chanson des auteurs-compositeurs-interprètes américains will.i.am et Britney Spears. Elle sort le 21 juillet 2023 en tant que single, produit par l’empreinte discographique de will.i.am et distribué par les labels Epic et Sony. 
Coécrite par Anthony Preston (en), Britney Spears, Johnny Goldstein (en) et William Adams, Mind Your Business démarque la quatrième collaboration entre les deux artistes, faisant suite à Scream & Shout (2012),. Basée sur une mélodie exaltante et un rythme dansant, elle traite de l’hyper-surveillance liée au phénomène de la célébrité, servant de déclaration résolue contre l’invasion de la vie privée et l’objectification des personnalités publiques.
La critique francophone réserve à Mind Your Business un accueil favorable et des évaluations généralement positives, tandis que la sphère journalistique anglophone est fermement plus négative à son égard, blâmant sa production vocale robotique et son faible contenu textuel. Postérieurement à sa sortie, le morceau connaît un succès commercial modéré, entrant dans un certain nombre de palmarès mondiaux, avec une inclinaison dominante en Amérique latine grâce à ses diffusions radiophoniques quotidiennes dans la région continentale. Il se hisse également dans le classement des dix chansons les plus téléchargées en Allemagne et au Royaume-Uni, ainsi que dans une multitude de placements aux États-Unis, où il parvient à gravir immédiatement le sommet de la liste répertoriant les singles numériques de musique électronique les plus rémunérateurs.

## Genèse
Après la cessation de sa mise sous tutelle en novembre 2021, Britney Spears revient sur la scène musicale et enregistre un duo avec le chanteur britannique Elton John en août 2022,. Intitulé Hold Me Closer (en), il parvient à se hisser au sommet des palmarès musicaux en Australie, aux États-Unis et au Royaume-Uni.
En septembre 2022, will.i.am évoque la possibilité d’une collaboration avec la chanteuse durant son passage dans l’émission matinale Good Morning Britain (en), laissant entendre qu’un « ancien projet est en cours de restructuration »,.

« La musique est une thérapie pour beaucoup de gens, tout comme la danse. Quand vous avez cette relation avec une musique, un rythme, une chanson, une mélodie ou une harmonie et que vous vous exprimez à travers ce prisme, cela vous permet de traverser n’importe quelle épreuve. Je le ressens à chaque fois que je vois Britney danser sur Instagram. Je m’illumine en voyant à quel point elle aime la musique. Collaborer avec elle de temps à autre - lorsqu’on est en studio et qu’on joue de la musique, c’est la seule chose qui compte - ainsi je vois toujours la vie avec la même lumière, la même joie, le même amour et la même passion »

— will.i.am au cours d’un entretien avec CBS Mornings (en).
Le 17 juillet 2023, will.i.am révèle l’existence du duo, intitulé Mind Your Business, à travers le biais de ses profils sur les réseaux sociaux, accompagnant l’annonce d’un extrait de la chanson et d’un hyperlien permettant de la sauvegarder en amont pour l’écouter à sa sortie. Le 20 juillet 2023, soit un jour avant son lancement officiel, le morceau est divulgué entièrement et illégalement via plusieurs sites web.

## Écriture et inspiration
Co-écrit par Anthony Preston, Britney Spears, Johnny Goldstein et William Adams, Mind Your Business est un titre de musique électronique chanté en anglais qui incorpore différents styles dans son instrumentation, tels que la futurepop et la hip-house. Côté technique, il se compose d’une mesure fréquente en 4/4, d’un tempo modéré de 130 pulsations par minute et d’une tonalité portée sur une clef en sol dièse mineur. De plus, un échantillon de leur précédente collaboration, Scream & Shout, commercialisée en 2012, a été placé sobrement en arrière-plan lors du refrain de la chanson. Subséquemment à sa parution, Britney Spears declare lors d’un entretien accordé à Vogue que sa conception remonte à une décennie plus tôt et « qu’il était temps de revoir sa production pour en faire profiter mes incroyables fans »,. En réalité, Mind Your Business tire ses origines des sessions d’enregistrement du huitième album studio de la chanteuse, intitulé Britney Jean (2013), bien que la maquette réalisée n’ai finalement pas été retenue pour l’opus en question. La majorité des sections vocales originelles ont été ré-enregistrées, tout comme le mixage et le matriçage de la chanson, qui ont aussi été revus avec le temps. 
D’après will.i.am, le sujet d’inspiration principal gravite autour de l’hyper-surveillance exercée par le monde extérieur envers la plupart des célébrités :

« C’est quand on est sous le feu des projecteurs qu’on préférerait être anonyme. Les paroles de la chanson suivent ce motif [...] La frontière entre les deux univers est mince et chacun mérite de vivre pleinement sa vie privée, »

À noter que ce thème n’est pas étranger à Britney Spears, l’ayant déjà parcouru au terme de pièces musicales antérieures comme Piece of Me (2007), Circus (2008) ou encore I Wanna Go (2011), en particulier à cause de l’obsession que les médias lui ont voué plus tôt dans sa carrière.

### Composition
Au cours du premier couplet, les deux artistes témoignent de l’omniprésence des appareils photographiques dans l’ère moderne, symbolisant la portée écrasante des médias et de l’intérêt général que leur porte le public. Durant la partie interprétée par Britney Spears, dont la structure est dépeinte comme « camouflée sous [un] filtre vocodeur », la chanteuse rétorque que la forte demande pour ses photos indiscrètes est comparable à une industrie fonctionnant avec un système économique à part entière, comme le démontre les lignes suivantes : « Uptown, downtown, everywhere I turn around / Hollywood, London, snap-snap is the sound / Paparazzi shot me, I am the economy »,. Ce couplet souligne la valeur commerciale accordée à sa vie personnelle, ses actions et ses relations, placardées en couverture de magazines à scandale. En effet, d’après une rubrique du magazine Entrepreneur, les photos de Britney Spears constituaient la principale source de revenus de la plupart des agences photographiques américaines dans les années 2000. Ainsi, l’équivalent de 2 500 000 dollars de profits engendrés pour des clichés de la chanteuse ont été rapportés au cours de l’année 2007 uniquement. La répétition de la formule « Follow me » pour clore ce segment renforce davantage le caractère envahissant de la renommée et renvoie l’auditeur à sa propre nature intrusive. 
Le refrain agit en tant que directive à l’intention de ceux qui les surveillent constamment, leur donnant l’instruction de se mêler de leurs affaires et revendiquant leur autorité, proclamant que personne n’est apte à leur porter de jugement. D’ordre répétitif, il insiste sur la détermination des artistes quant à s’opposer à la pression exercée par la notoriété et à l’exigence de transparence qui en découle.
Pendant le second couplet, will.i.am fait allusion au groupe britannique The Police, et plus particulièrement à leur chanson Every Breath You Take (1983), lorsqu’il dit : « Police got a sting / Watchin' every step I take, every move I make, every breath I take »,. Il termine son verset en inspirant et expirant d’une voix soufflée qui se rapproche étroitement de celle entendue dans I’m a Slave 4 U (2001), une autre chanson de Britney Spears.

## Accueil critique
|  |

La chanson reçoit majoritairement des critiques musicales positives venant de revues francophones. Alicia Drouin de Syma News dénote une « ambiance rétro qui résonne fortement du côté de l’instru très marquée début des années 2000 avec les mêmes sonorités robotiques que leur précédent hit ». Elle enchérit en indiquant y repérer un « rythme saccadé » et des « notes de synthé sur fond de paroles simples, répétitives mais entêtantes ».
Théau Berthelot de Charts in France applaudit la structure électronique du titre, expliquant : « sur une production EDM qui sent bon le début des années 2010, les deux artistes nous invitent à les rejoindre sur la piste de danse ». Toutefois, il relève la simplicité des paroles qui « ne brillent pas par leur originalité ». Charles Rioux de Radio-Canada émet un avis relativement identique, affirmant que Mind Your Business « ne gagnera pas de prix Nobel de littérature pour ses paroles répétitives », mais que « le titre au rythme électrisant pourrait bien nous accompagner tout l’été tant il est accrocheur ». Pour Albane Guichard du HuffPost, le morceau « aurait tout aussi bien pu passer à la radio en 2010 », pointant du doigt « son rythme saccadé et ses notes de synthé électronique », ainsi que les effets vocaux ajoutés par will.i.am qui transforment « sa voix et celle de Britney Spears en robots par moments ». Mathias Gerdy de Gayvox le qualifie de « ver d'oreille électronique » et de « flip-off pour les paparazzi qui ont suivi chaque mouvement de Britney au cours des 25 dernières années ».
En revanche, pour la rédaction du magazine Numéro, il est « moins efficace » en comparaison avec Scream & Shout, bien qu’il ait le « mérite de remettre la pop star [Britney Spears] sur le devant de la scène médiatique pour des raisons musicales ».
Outre-Atlantique, l’accueil réservé à Mind Your Business est nettement plus glacial. Jamie Tabberer d’Attitude lui donne la note d’une étoile sur cinq (), reprochant à will.i.am son « erreur de jugement » quant au choix d’avoir publié le single, qu’il qualifie d’« inaudible », avec des paroles « complètement loufoques », estimant que Britney Spears est « quasi absente du projet » car « sa voix sonne trop artificielle ». Alexa Camp de Slant partage également une opinion négative, l’affublant de « répétitif et abrutissant », tout en incorporant « un timbre de voix robotisé et saccadé de la part de Britney ». Rich Juzwiak de Jezebel exprime sa surprise : « Si on m’avait dit que cette chanson avait été écrite et interprétée par une intelligence artificielle, je n’aurais pas été étonnée du tout ». Lyric Waiwiri-Smith de Stuff désigne la chanson comme étant la « pire jamais écrite par Britney Spears », soulignant un « rythme qui sonne comme le travail d’un enfant jouant avec une table de mixage » et des paroles « absurdes » qui mettent en avant « un mélange d’expressions familières venant de l’ère Internet » et de « phrases insignifiantes rassemblées de manière aléatoire ». Emily Bootle d’i considère le morceau comme « synthétique, oubliable et âpre », ajoutant qu’il s’agit du « genre de musique pop le plus superficiel que l’on puisse imaginer ». Dans son article, la rédactrice s’inquiète aussi du bien-être de Britney Spears à la suite de la fin de sa mise sous tutelle, confiant : « il n’y a pas lieu de se réjouir de son retour sous les feux de la rampe si elle est simplement exploitée comme une marionnette afin de servir les intérêts commerciaux d’autrui ».
À l’inverse, Bianca Betancourt du Harper's Bazaar juge que la chanson fait lieu d’un « retour triomphant » pour Britney Spears, allant jusqu’à l’élever au rang de « tube certifié ». Pour la rédaction du webzine Consequence, le titre se veut « amusant et dansant », dénotant son rythme entraînant et son refrain répétitif : « le single présente tout ce que l’on peut attendre d’une collaboration entre deux icônes de la pop ».

## Performance commerciale
Mind Your Business rencontre un démarrage commercial notoirement graduel, tout d’abord avec des entrées dans un flot de palmarès cataloguant les meilleures ventes de singles en fonction de leurs passages dans les stations de radio et de leurs positions au sein même des plateformes de téléchargement en ligne ou de lecture en continu.
Le 22 juillet 2023, il s’engage dans un des classements du Top 40 néerlandais, le Tipparade, à la 30e place, avant d’entamer sa montée jusqu’à la 27e place la semaine suivante, puis de grimper d’un pallier quelques jours plus tard. La semaine du 24 juillet, le single fait une brève émergence à la 6e place du podium radiophonique des meilleures chansons internationales en Israël, tout en entrant dans le UK Download Chart et le UK Singles Sales Chart, palmarès britanniques, en 10e et 11e place, respectivement, avant d’y être exclu la semaine suivante.
Au cours de la même semaine, il s’amorce dans une multitude de classements à propriété radiophonique du Monitor Latino, entre autres à la 5e position au Nicaragua et au Salvador, mais également à la 8e position au Chili, au Guatemala et au Honduras, à la 9e position en région continentale d’Amérique centrale et au Panama, à la 11e position en Uruguay ou encore à la 13e position en Argentine. La semaine suivante, il continue son ascension et se déplace jusqu’à la 5e position au Chili, avant de toucher la 15e position en Équateur.
Le 31 juillet, il se classe à la 8e place du Download Charts Single en Allemagne. Au même instant, il atteint la 27e place du Hot Singles Chart en Nouvelle-Zélande.
Aux États-Unis, Mind Your Business débute parmi une multitude de classements du Billboard pendant la semaine du 5 août 2023, spécifiquement au 8e rang du Hot Dance/Electronic Songs et au 12e rang du Digital Songs. Les 4 600 exemplaires numériques écoulés lors de cette première semaine d’exploitation à travers le territoire sont en grande partie dus à son apparition instantanée en haut de la liste Dance/Electronic Digital Songs, répertoriant les chansons de musique électronique les plus fructueuses en matière de rendement digital, détrônant ainsi Rush (en) de Troye Sivan comme ex-détenteur au titre. Cette distinction symbolise la deuxième apparition du binôme dans cette liste en onze ans, suivant leur précédente collaboration, Scream & Shout (2012), mais également la quatrième de Britney Spears au total, succédant à Till the World Ends (2011) et Hold Me Closer (en) (2022) de son côté. Simultanément, il se place au 16e rang du classement Digital Songs au Canada.

## Promotion
La promotion du single est inaugurée le 21 juillet 2023, avec sa mise en circulation au format du téléchargement légal et du flux instantané sur la majorité des plateformes numériques de distribution, en même temps que sa diffusion sur les ondes radiophoniques de plusieurs territoires divers. Des écrans publicitaires sont acquis par Spotify à Times Square, dans la ville de New York, afin de promouvoir son arrivée. Un disque compact emballé dans son boîtier en plastique est mis en précommande sur le site web du label Epic le 8 août 2023, avec une date de sortie autorisée pour le 12 septembre de la même année. En plus du mixage original, ce pressage inclut la version écourtée du single, généralement envoyée aux stations de radio. De plus, une version censurée est rendue disponible le 9 août sur les bases commerciales en ligne.
Quelques jours avant sa parution, l’illustration visuelle sélectionnée afin de mettre en avant le single est dévoilée sur Internet. Elle représente les deux artistes se tenant adossés l’un contre l’autre, vêtus de tenues noires avec des touches de rose, ressemblant fortement à des survêtements, face à une toile de fond à l’allure futuriste. Contrairement à will.i.am, une photographie de Britney Spears prise vingt ans plus tôt par Mark Liddell, dans le cadre d’une séance photo pour l’édition britannique de Glamour, est choisie pour la représenter. Ce geste a suscité des questions sur le réel degré d’implication de la chanteuse envers le projet,.

### Remix
Le 5 août 2023, le platiniste français David Guetta joue pour la première fois une version revisitée de Mind Your Business, contenant des éléments de la chanson Tokyo Drift (2006) des Teriyaki Boyz, sur la scène du festival Weekend (en) à Espoo, en Finlande. Le titre fait sa première au format numérique le 1er septembre 2023.

## Liste des pistes et formats
Format physique
| Single - Disque compact | Single - Disque compact | Single - Disque compact | Single - Disque compact | Single - Disque compact | Single - Disque compact | Single - Disque compact | Single - Disque compact | Single - Disque compact | Single - Disque compact |
| No                      | Titre                   | Version                 | Durée                   |                         |                         |                         |                         |                         |                         |
| ----------------------- | ----------------------- | ----------------------- | ----------------------- | ----------------------- | ----------------------- | ----------------------- | ----------------------- | ----------------------- | ----------------------- |
| 1.                      | Mind Your Business      | Originale               | 3:15                    |                         |                         |                         |                         |                         |                         |
| 2.                      | Mind Your Business      | Radio                   | À venir                 |                         |                         |                         |                         |                         |                         |
| À venir                 |                         |                         |                         |                         |                         |                         |                         |                         |                         |

Format numérique
| 1. | Mind Your Business | 3:15 |

| 1. | Mind Your Business | 3:12 |

| 1. | Mind Your Business (par David Guetta) | 1:58 |

## Crédits
Liste du personnel classé par ordre alphabétique :
| - Anthony Preston (en) – composition, production, arrangement vocal - Britney Spears – rap, composition - Derrick Evans – chœurs - Dylan « 3-D » Dresdow (en) – ingénierie sonore, mixage, programmation - Jaden Gray – chœurs - Johnny Goldstein (en) – composition, production - Keith Harris (en) – direction musicale, enregistrement | - Lauren Evans (en) – chœurs - Nelson Beato – chœurs - Seanna Nicole Turner – chœurs - Shaneka Hamilton – chœurs - Sharlotte Gibson – chœurs - Sharon Youngblood – chœurs - William « will.i.am » Adams – rap, composition, production |

Source, :

## Classements, certifications et successions

### Classement hebdomadaire par pays
| Classement (2023)                             | Meilleure position |
| --------------------------------------------- | ------------------ |
| Diffusion radiophonique et/ou vente numérique |                    |
| Allemagne (Download Charts Single)            | 8                  |
| Amérique centrale (Monitor Latino Anglo)      | 8                  |
| Argentine (Monitor Latino Anglo)              | 13                 |
| Canada (Digital Songs)                        | 16                 |
| Chili (Monitor Latino Anglo)                  | 5                  |
| Équateur (Monitor Latino Anglo)               | 7                  |
| États-Unis (Dance/Electronic Digital Songs)   | 1                  |
| États-Unis (Digital Songs)                    | 12                 |
| États-Unis (Hot Dance/Electronic Songs)       | 8                  |
| Guatemala (Monitor Latino Anglo)              | 4                  |
| Honduras (Monitor Latino Anglo)               | 8                  |
| Israël (Top Radio International),             | 6                  |
| Nicaragua (Monitor Latino Anglo)              | 5                  |
| Nouvelle-Zélande (Hot Singles Chart),         | 27                 |
| Panama (Monitor Latino Anglo)                 | 9                  |
| Pays-Bas (Tipparade)                          | 26                 |
| Royaume-Uni (Official Big Top 40 Chart)       | 30                 |
| Royaume-Uni (UK Download Chart)               | 10                 |
| Royaume-Uni (UK Singles Sales Chart)          | 11                 |
| Salvador (Monitor Latino Anglo)               | 5                  |
| Uruguay (Monitor Latino Anglo)                | 11                 |

## Historique de sortie
| Territoire         | Date               | Format                                      | Version                  | Label                           |
| ------------------ | ------------------ | ------------------------------------------- | ------------------------ | ------------------------------- |
| Mind Your Business |                    |                                             |                          |                                 |
| Divers             | 21 juillet 2023    | Téléchargement numérique et flux instantané | Originale                | - will.i.am Music - Epic - Sony |
| Italie,            | 21 juillet 2023    | Radiodiffusion (stations variées)           | –                        | - Epic - Sony                   |
| États-Unis         | 25 juillet 2023    | Radiodiffusion (stations variées)           | –                        | - Epic - Sony                   |
| Divers             | 9 août 2023        | Téléchargement numérique et flux instantané | Censurée                 | - will.i.am Music - Epic - Sony |
| Divers             | 1er septembre 2023 | Téléchargement numérique et flux instantané | Remixée par David Guetta | - will.i.am Music - Epic - Sony |
| États-Unis         | 12 septembre 2023  | Disque compact                              | Originale et raccourcie  | Epic                            |